# Черепаха (миноноска)
«Черепаха» — миноноска, находившаяся в составе военно-морского флота Российской империи и военно-морского флота Болгарии.

## Описание судна
Корабль представлял собой паровой катер, оснащённый двухцилиндровой паровой машиной мощностью 220 лошадиных сил и вооружённый одним скорострельным 37-мм артиллерийским орудием и двумя шестовыми минами.

## История службы
Корабль был построен в 1877 году в Санкт-Петербурге на заводе Д. Ф. Берда. Принимал участие в русско-турецкой войне 1877—1878 годов.
1 августа 1879 года Российская империя передала Болгарии штаб и плавсредства русской Дунайской флотилии. В результате, 12 августа 1879 года в городе Рущук была создана болгарская Дунайская военная флотилия. В 1884 году по ходатайству командира болгарской Дунайской флотилии и Морской части (которым в это время являлся русский лейтенант З. П. Рожественский) на усиление флотилии были переданы две однотипные миноноски — «Бычок» и «Черепаха».
В начале сербско-болгарской войны 1885 года «Бычок» и «Черепаха» составляли боевой отряд, который базировался в городе Лом, однако в дальнейшем «Бычок» был подчинён коменданту Видинской крепости капитану А. Узунову. «Черепаха» использовалась для ведения разведки на реке Дунай и в качестве транспорта.
В соответствии с приказом военного ведомства № 199 от 10 мая 1887 года корабль был переименован в «Васил Левский».
Во время второй Балканской войны использовался как патрульный корабль, а 2 июля 1913 года он был затоплен экипажем в устье реки Русенски Лом (один из притоков Дуная), чтобы не допустить его захвата румынскими войсками. После окончания войны, в конце 1913 года он был поднят, доставлен в Русе и отремонтирован.
Во время Первой мировой войны оставался в составе флота, использовался как патрульный катер, но в боевых действиях участия не принимал.
29 сентября 1918 года в Салониках Болгария подписала перемирие со странами Антанты. По его условиям болгарская армия была обязана немедленно оставить все занятые территории Сербии и Греции, провести демобилизацию, а всё вооружение и боеприпасы должны были складироваться под контролем войск Антанты.
30 сентября 1918 года перемирие вступило в силу, войска Антанты заняли территорию страны и катер был передан под контроль оккупационных войск.
После создания речной полицейской службы на Дунае в 1920 году был передан в состав службы. По результатам осмотра в 1923 году было установлено, что корабль нуждается в ремонте, однако в связи со сложным финансово-экономическим положением в стране денежные средства на ремонт правительство не выделило. В 1924 году вопрос вынесли на повторное рассмотрение, при этом было предложено ограничиться ремонтом только двигателя, но денег не нашлось.
Начавшийся в 1929 году экономический кризис вновь осложнил положение в стране, поэтому только в 1936 году был проведен ремонт катера с заменой паровой машины на двигатель внутреннего сгорания, установкой топливного бака и внесением изменений в детали корпуса.
Тем не менее, в 1938 году катер был исключен из списочного состава флота по техническому состоянию (в связи с износом корпуса и механизмов) и разобран на металл.